# Loi salique
Pour les articles homonymes, voir Loi salique (homonymie).
« Salique » redirige ici. Pour l’article homophone, voir Salik.
Droit romano-germain
Droit du haut Moyen Âge
L'expression loi salique désigne deux réalités historiques distinctes :
- durant le haut Moyen Âge, il s'agit d'un code de loi élaboré entre le début du IVe et le VIe siècle pour le peuple des Francs dits « saliens », dont est issue la dynastie des Mérovingiens, notamment Clovis (466-511), roi de 481 à 511 ; ce code, rédigé en latin et comportant des emprunts au droit romain[1], portait principalement sur le droit pénal et les compositions pécuniaires[2], l'objectif de la loi salique étant d'abord de mettre fin à la pratique de la vengeance privée (faide) grâce au versement par l'auteur d'un crime d'une somme d'argent déterminée en fonction de la « valeur » de la victime à la famille de celle-ci ; elle codifiait aussi, entre autres, les règles d'héritage de ce peuple ;
- au XIVe siècle, un article de cette loi salique a été exhumé et utilisé par les juristes au service des rois de France de la dynastie des Valois pour justifier l'interdiction faite aux femmes de succéder au trône de France, à la suite de l'extinction de la lignée masculine des Capétiens directs en 1328 ; à la fin du Moyen Âge et à l'époque moderne, l'expression loi salique désigne donc les règles fondamentales de la succession au trône de France, qui ont parfois été reprises par d'autres monarchies européennes.

Dans son sens successoral, « loi salique » signifie « primogéniture agnatique » (succession exclusive de l'héritier mâle le plus âgé le plus proche en ligne masculine, a priori le fils aîné, à défaut, un oncle, à défaut, un cousin plus ou moins éloigné), par opposition à la « primogéniture cognatique » (succession de l'aîné des enfants, homme ou femme), ou à la « primogéniture agnatique-cognatique », ou « cognatique avec préférence masculine » (succession des fils selon l'ordre de naissance, puis des filles, selon l'ordre de naissance).
On peut aussi remarquer que la règle de succession au trône chez les Francs, durant toute la période mérovingienne et au début de la période carolingienne, était fondée sur le partage du royaume entre les fils, et non pas sur le droit d'aînesse. Les dernières utilisations de ce système générateur de conflits sont le traité de Verdun de 843 (partage de l'empire de Louis le Pieux entre ses trois fils) et la partition du royaume de Francie occidentale entre les deux fils (Louis III et Carloman II) de Louis II le Bègue après sa mort en avril 879. En fait, c'est en 954 lors de la succession du roi Louis IV d'Outremer que la tradition franque du partage du royaume entre les fils du roi défunt ne prévaut plus : Lothaire est le seul héritier de Louis IV.

## Le code de loi des Francs saliens

### Sources

#### Les manuscrits et leur publication
Le texte de la loi salique est d'autant moins monolithique qu'il a été remanié dans des contextes différents jusqu'au règne de Charlemagne. Il existe à ce jour soixante-dix manuscrits de la loi salique, dont aucun ne remonte à l'époque mérovingienne.
Le premier manuscrit découvert en France se trouvait dans la bibliothèque du monastère de Saint-Denis (nécropole royale depuis les Mérovingiens), et a été utilisé dès le XIVe siècle par le chroniqueur Richard Lescot. Un autre se trouvait dans la bibliothèque de Saint-Rémi de Reims (ville du sacre des rois de France) et a été utilisé au XVe siècle.
Comme tous les codes des peuples germaniques (loi des Burgondes, loi des Wisigoths, etc.), la loi salique a été publiée notamment par les Monumenta Germaniae Historica (MGH), les « Monuments de l'histoire de la Germanie », une œuvre fondamentale issue du système universitaire allemand du XIXe siècle.

#### Littérature historique d'époque: Frédégaire
L’origine de la fortune historique de la loi salique est à chercher dans le Liber historiæ Francorum composé vers 660 par Frédégaire.
Pour meubler le règne de Pharamond, personnage probablement mythique qu'il situe à l'origine de la dynastie mérovingienne, Frédégaire raconte la fixation par écrit de la loi salique outre-Rhin, par quatre grands du royaume. Il établit une relation forte entre le premier roi des Francs et les premières lois. Le commencement de la monarchie et l'application de la législation franque coïncident dans le temps sans que Pharamond soit présenté personnellement comme un législateur.[pas clair]
Le livre du VIIIe siècle Gesta regum Francorum (« Les accomplissements des rois francs ») reprend la version de Frédégaire, en transformant les « grands du royaume » en « conseillers ».

### Origine hypothétique sous l'Empire romain
Il est admis par de nombreux historiens,, que l'élaboration du Pactus Legis Salicæ a commencé au IVe siècle dans l'Empire romain, dans lequel les Francs entraient en assez grand nombre, notamment comme soldats auxiliaires de l'armée romaine, avec le statut de lètes (plus tard, avec le statut de fédérés).
La loi salique serait issue d'un pacte oral conclu vers 350 entre les lètes et leurs officiers (souvent des Germains, parfois des Romains), pacte en vertu duquel les parentèles renonçaient à la vengeance familiale, remplacée par les amendes de composition. Elle serait donc un compromis entre la coutume gentilice des lètes francs, relevant du système vindicatoire, et les nécessités de l’ordre public romain.
Sa mise par écrit est probablement plus tardive.
On distingue trois grandes strates dans sa mise par écrit : la version mérovingienne ; la version de Pépin le Bref ; la version de Charlemagne.

### La première version écrite (époque mérovingienne)

#### Rédaction
D'abord mémorisée et transmise oralement, elle est mise par écrit en latin à la demande du premier roi des Francs, qui n'est pas nommé dans la loi. Cette première version écrite porte le nom de Pactus Legis Salicæ (« Pacte de la loi salique ») et est composé de soixante-cinq titres.
Le début du texte indique que quatre grands du royaume des Francs (Visogast, Arogast, Salegast et Windogast), ont fixé par écrit la teneur de cette loi après trois assemblées, tenues dans les villages de Ratheim, Saleheim et Widoheim, situés outre-Rhin.
Cette première version inclut des mots isolés en vieux bas francique, ainsi qu'une phrase entière. Les termes utilisés et les principes appliqués témoignent de larges emprunts au droit romain, autant qu'à la tradition germanique.
Elle est complétée sous les règnes de Childebert Ier et Childebert II.

#### Les auteurs
Jean-Pierre Poly a proposé d'identifier les quatre chefs francs mentionnés dans la loi salique à quatre officiers impériaux d’origine germanique au service de l'empereur Magnence.
Arogast serait Arbogast, comme l’avaient avancé Zöllner et Heinzelmann, « exilé barbare, de race transrhénane », peut-être l’otage de Julien, fils de Nébigast roi des Chamaves, ensuite comte titulaire et lieutenant de son parent Flavius Bauto, maître de la milice en 380 et consul en 385, à qui il succéda en 388-394. C’est sur la finale de son nom que la tradition modela celle des trois autres dont la forme diminutive du IVe siècle manquait d’ampleur épique ;
Salegast serait Salia, parent de Flavius Salia, maître de la cavalerie en 344-34 ;
Widogast serait Flavius Nevitta / * Hnef-Wido, « Gui frappe-tête », prévôt de cavalerie en 358 lors de la campagne de Rhétie puis maître de la cavalerie en 361-363 et consul en 362 ;
Wisogast serait Wisuasc ou Wiso, prononcé à la gauloise Gaiso, maître de la milice en 350, consul en 351, mort dans la défaite de 354,,.
Hormis Wisogast, les trois autres, encore jeunes apparaissent plus tard dans la prosopographie ; les officiers impériaux pouvaient rester actifs longtemps tels Q. Etuvius Capreolus, quarante ans de service à l’âge de 58 ans, mort à 60 ans ; dès le IIIe siècle, le service s’allonge, au moins 28 ans avec des maximums à 30-40,. Arbogast pouvait avoir la soixantaine à sa mort en 394 et 20 ans en 350-353 ; Salia officier, en 371, ou Nevitta, officier dès 358, auraient été moins jeunes.
Les fonctions assumées en 340-353 par Arbogast, Salia et Nevitta se déduisent de l’identification des lieux où se tinrent les assemblées : ce seraient les villages de Bodegem, Zelhem et Wittem sur la rive gauche du Rhin. Ces lieux correspondent à trois grandes préfectures létiques, les bannières de Brabant, de Hesbaye et d’un premier Ostrebant en Masau. Ces villages devraient leurs noms aux chefs qui y résidaient et dont ils étaient la tenure fiscale, sauf dans le cas de l’exilé Arbogast, protégé de Bauto, qui demeure à Bodegem, le domaine de celui-ci ; les officiers qui entourent Gaiso seraient les prévôts des préfectures létiques où sont levées les unités qu’ils commandent ensuite avec d’autres, comme officiers supérieurs. Des traces du système de levées subsistaient à l’époque carolingienne. Ainsi dans les anciennes régions létiques, quatre pays portaient le titre de band ou bannière : le Brabant, le Caribant, l’Ostrevant, auxquels s’ajoutaient la Hesbaye,. Les établissements déditices dans l’Empire seraient un aboutissement du Völkerwanderung qui eut des effets plus importants et plus durables que les invasions dans les formations de l’Europe médiévale ; Karl Ferdinand Werner rappelle qu'une grande partie des populations germaniques de Gaule sont issues non d’invasions, mais d'installations de colons (læti et dediticii) organisées par l’administration romaine.

#### Description
La première loi salique était un code pénal et civil spécifique, mis par écrit pour les seuls Francs dits « saliens » au IVe siècle.
Elle est avant tout un tarif de composition pécuniaire, qui fixe précisément pour chaque dommage (meurtre, mutilation, vol) la somme destinée à apporter une réparation à la partie lésée : l'apparition en cas d'homicide d'une lourde peine appelée wergeld avait pour but d'empêcher la perpétuation du cycle des vengeances privées (la faide) et introduisait l'idée romaine que la justice relevait de la sphère publique.

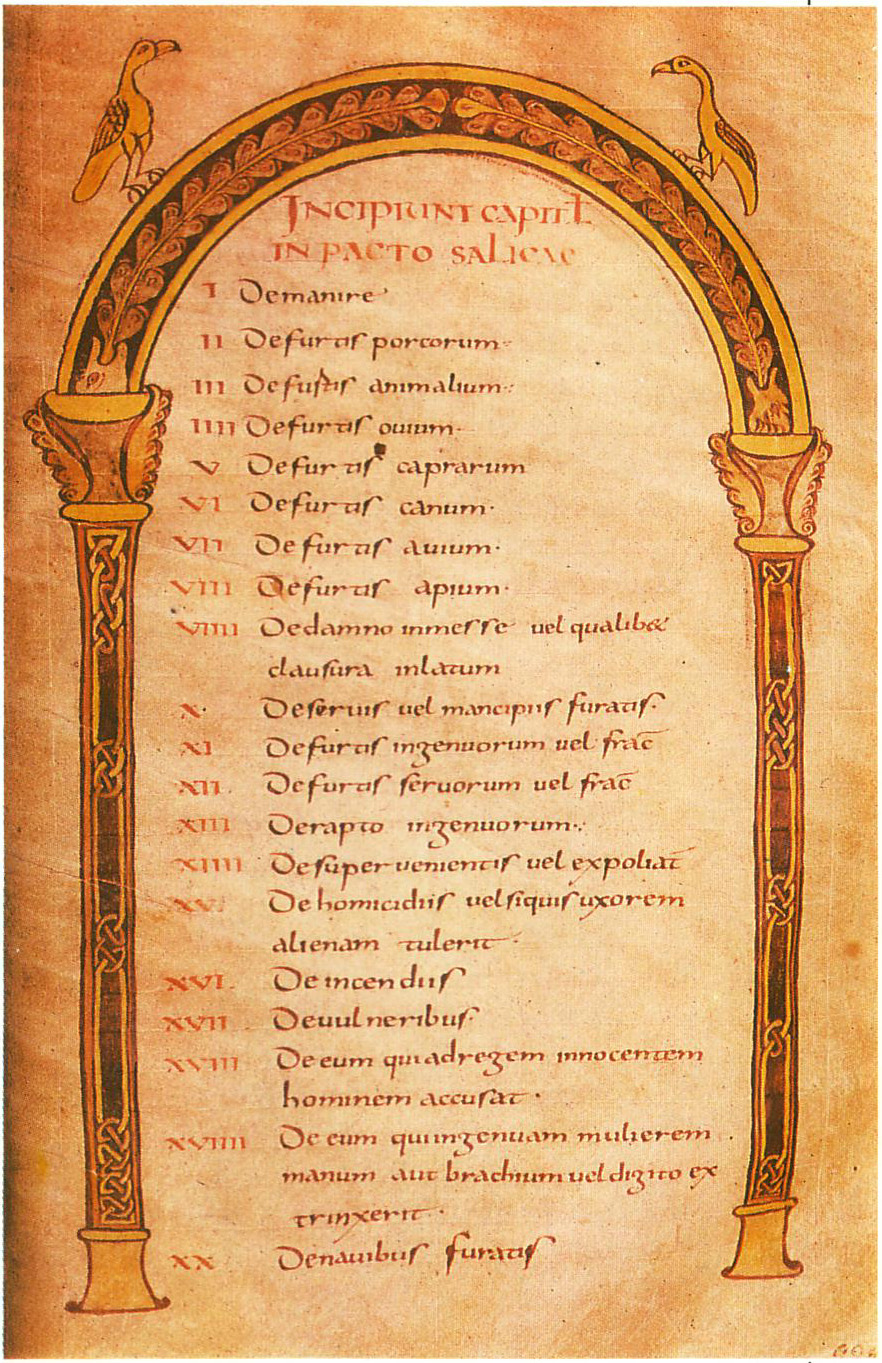
Copie manuscrite sur vélin du VIIIe siècle de la loi salique. Paris, Bibliothèque nationale de France.

Le texte est en latin sauf quelques gloses dites « gloses malbergiques » ; elle reflète une société de paysans et d'éleveurs, où tous les délits sont répertoriés avec précision ; les dispositions du pacte de la loi salique paraissent correspondre à une société relativement égalitaire, où le roi joue un rôle secondaire d'arbitre et dont les horizons économiques sont restreints ; des historiens en ont conclu qu'elle avait été mise par écrit pour un petit groupe de guerriers francs afin de permettre le règlement de leurs conflits, peut-être dès le IVe siècle et à l'occasion de leur installation en Toxandrie. Cependant, des articles renvoient à une époque où les Francs étaient parvenus à une situation éminente dans la société romaine, ce qui fait penser à une époque plus tardive, de même que le fait que la loi salique se veut un droit proprement franc concurrent des droits romain, wisigothique, burgonde, ce qui correspondrait aux ambitions de Clovis. Mais l'absence de référence au christianisme, de citation du nom de Clovis dans le prologue mais d'un premier roi des Francs non nommé, l'image modeste de la société franque renvoyée par le Pactus, militent pour une datation moyenne, dans le courant du Ve siècle, au moment où les Francs commençaient une première expansion et ambitionnaient de se comporter à l'image des autres grands peuples fédérés de la Gaule.
Historiographiquement, on a longtemps vu en cette loi une transcription des coutumes germaniques. Or, son introduction présente quatre chefs francs comme les instigateurs de la loi et nomme les villes où elle fut proclamée. Les termes utilisés sont ceux du droit romain et on retrouve autant d'usages militaires bas-impériaux que de traditions germaniques dans le texte. Il est donc plus prudent d'y voir la spécificité des Francs, en ce qu'ils sont plus largement héritiers de l'Empire romain que toutes les autres nations barbares : c'est un texte de compromis.
Il faut savoir que ce sont les Wisigoths qui ont, les premiers, pensé à ce que nous appelons « code pénal »[réf. nécessaire].

### Versions carolingiennes

#### Pépin le Bref
Le « pacte de la loi salique » est complété et refondu en 763 et 764, la formulation de Lex salica devient commune.

#### Charlemagne
Peu après 800 (année du couronnement impérial), la version ultime de la loi est promulguée, sous le nom de Lex salica carolina (« Loi salique de Charles »). Le nombre des articles de la loi passe de soixante-cinq à cent.

#### Modifications ultérieures
Cette version est réordonnée de façon plus cohérente par l'abbé Loup de Ferrières (805-862) à la demande d'Évrard de Frioul (805-870), gendre de Louis le Pieux (mort en 840).
Une traduction en germanique est réalisée au même moment par les moines du monastère de Fulda.
D'autres versions de la loi apparaissent jusqu'au milieu du IXe siècle (vers 850), avec des augmentations, des modifications et des adaptations aux circonstances du moment. Il est donc difficile de dater précisément certains articles.
Une de ces révisions consista à ajouter un long prologue : Vivat Christus, qui Francos diligit (« Vive le Christ, qui aime les Francs »).
Alors que les premières versions s'attachent surtout au droit privé, le caractère de pacte politique s'accentue dans les révisions postérieures. Ainsi, on constate le remplacement progressif du wergeld (composition pécuniaire automatique), par une amende déterminée par le roi. La situation politique se troublant passablement au Ve siècle, les rois mérovingiens supportent de moins en moins toute autorité autre que la leur (en l'occurrence celle des parentèles influentes et des conseils d'anciens) et durcissent ainsi leur emprise sur la société. À cet égard, la loi salique réalise bien la transition entre les structures germaniques et la royauté médiévale.[pas clair]

### Contenu de la loi salique
Les soixante-cinq ou cent titres portent sur les sujets les plus variés.
Ainsi, un article de la loi salique ordonne, entre autres, les tarifs de composition que font payer la partie coupable à la partie lésée. Le but de cet article était, en cas de violence faite aux femmes, d’empêcher les faides (vengeances obligatoires). La loi dispose aussi qu'un individu tué par faide devait voir sa tête plantée sur un pieu de fortification ou au bout d’une lance par son meurtrier afin que ce dernier fût signalé aux autorités.
Exemples d'amendes :
- toucher la main d’une femme : amende de quinze sous ;
- toucher une femme de la main au coude : amende de trente sous ;
- toucher une femme du coude à l’épaule : amende de trente-cinq sous ;
- toucher une femme jusqu’au sein : amende de quarante-cinq sous ;
- meurtre d’un Franc ou d’un Romain : amende allant de cent à six cents sous.

Un autre article issu du droit romain indique qu'un refus de comparaître entraîne une perte de la protection du roi et la confiscation des biens par le trésor public : procédure dite de foris banitio (« mise au ban »).
Les mariages incestueux aussi sont interdits : « Si quelqu’un s’est uni par un mariage scélérat avec la fille de sa sœur ou de son frère ou d’un cousin à un degré plus éloigné, ou à l’épouse de son frère, ou de son oncle maternel, qu’ils subissent la peine de la séparation et, s’ils ont eu des fils, ils ne seront pas les héritiers légitimes et seront considérés comme infâmes ». Cet article permit l’éviction des oncles et cousins de la famille royale de la succession.
En 511, dans la loi salique publiée par Clovis, la transmission des biens se fait par les agnats (parents par le père) et les cognats (parents par la mère).
Le cinquante-neuvième titre (le soixante-deuxième dans la révision de Charlemagne), De Allodis, concerne la dévolution successorale des biens du clan familial.

## L'article-cléDe allodis

### Le régime successoral des alleux
Le titre 62 du pactus, De allodis (« Des alleux »), porte sur la transmission des terres détenues en pleine propriété par un groupe familial.
À la suite de plusieurs articles autorisant les femmes à hériter de ces terres, un court passage était promis à une longue postérité.[pas clair]
Dans les versions initiales, il semble que les femmes puissent être admises à la succession d'un homme :
« Si quis mortuus fuerit et filios non demiserit, si mater sua superfuerit, ipsa in hereditatem succedat » et « tunc si ipsi[pas clair] non fuerint, soror matris in hereditatem succedat. »
(« Si quelqu'un meurt et qu'il n'a pas eu de fils, si sa mère lui survit, que ce soit elle qui hérite » et « si ceux-là[pas clair] aussi sont décédés, que la sœur de la mère hérite »).

### L'apparition de la notion de «terre salique»
En revanche, les versions finales du texte, qui apparaissent dans les versions carolingiennes, énoncent :
« De terra salica nulla portio hereditatis mulieri veniat, sed ad virilem sexum tota terræ hereditas perveniat. »
(« Quant à la terre salique, qu'aucune partie de l'héritage ne revienne à une femme, mais que tout l'héritage de la terre passe au sexe masculin »).
Cet énoncé établit donc un régime particulier pour ce qu'il appelle la terra salica, la terre salique. Mais il ne donne pas de définition de ce dont il s'agit.

### Hypothèses sur la nature de la «terre salique»
La loi salique indique que le territoire où les Francs saliens sont censés vivre est situé entre la forêt Charbonnière et la Loire.
Godefroid Kurth parle d'une « terre franque » correspondant à un territoire de la Gaule romaine situé entre la Loire et la forêt Charbonnière. Il s'agit en gros du territoire contrôlé par les Francs après la conquête en 486 du « royaume de Soissons » (ou « domaine de Syagrius »), entité politique romaine (non germanique) des années 470 et 480, séparée par la Loire du royaume wisigoth de Toulouse (entité fédérée de l'Empire romain, existant de 418 à 507).
Après la conquête du royaume de Toulouse, puis du royaume des Burgondes, ce territoire correspond avec la région que les Francs appellent Neustrie à partir du VIIe siècle, par opposition à l'Austrasie, à l'Aquitaine et à la Bourgogne. Selon Werner, la Neustrie correspond au territoire des Francs Saliens, alors que l'Austrasie serait le territoire des Francs rhénans.
Néanmoins, il n'est pas évident que terra salica désigne cette entité politique (surtout à l'époque carolingienne).
L'article n'a rien d'une loi « constitutionnelle » et rien ne permet de dire que la « terre salique » renvoie à la possession du royaume des Francs saliens. De fait, les rois mérovingiens considéraient leur royaume comme un bien patrimonial (familial) et non pas une entité étatique (alors que pour les Romains existe la notion de res publica, la « chose publique », l'État). Ils le partageaient entre leurs fils, sans rien accorder à leurs filles, preuve que l'idée d'exclure les femmes ayant présidé à la rédaction de la loi salique dictait aussi les pratiques institutionnelles, voire « constitutionnelles » et politiques[pas clair].
De plus, les limites géographiques assignées à la loi[pas clair] correspondent non à des royaumes mais à des préfectures létiques où des généraux romains d'origine franque (ou germanique) exerçaient leur autorité au nom de l'empereur. Cependant, certains de ces généraux furent parfois assimilés à des rois par leur peuple[réf. nécessaire].
Cet état de fait amène à une autre hypothèse[réf. nécessaire]. Ces vétérans romains à qui l'on a confié une région stratégiquement sensible (une zone frontalière en contact avec des ligues germaniques menaçantes) n'auraient-ils pas voulu « graver dans le marbre » les principes militaires dont ils ont pu apprécier l'efficacité ? Cette interprétation s'appuie sur des textes remontant au IIIe siècle, qui décrivent la politique frontalière de l'empereur Alexandre Sévère. Il installait ses soldats sur les bordures en leur donnant des terres vierges (saltus) ou conquises, ainsi que des esclaves, afin de renforcer ces régions. Cette terre était transmissible à leurs enfants, mais tout occupant était redevable d'un service militaire, puisque c'est la condition de soldat qui avait permis de jouir de ces terres.
L'usage fut repris et généralisé par les empereurs suivants, et la proximité avec le statut de lètes est frappante[réf. nécessaire]. La terra salica serait alors peut-être le territoire des provinces dans lesquelles les Francs saliens ont été originellement implantés en tant que lètes (soldats de l'armée romaine), ce qui expliquerait que les femmes n'y aient pas droit. Le but de ce passage serait donc d'assurer que ces terres, obtenues grâce à un régime militaire létique, restent entre les mains d'hommes mobilisables pour l'armée. Cette hypothèse est corrélée par le fait que les terres « non saliques », dont la possession par des femmes est attestée, sont toujours hors des provinces sur lesquelles les sources administratives romaines signalent des Lètes francs[réf. nécessaire].
Quoi qu'il en soit, sauvegarder l’intégrité du bien patrimonial est chose fort importante dans une société où la terre est toute la richesse et où sa possession permet d’aller à la guerre et donc d’appartenir réellement à la classe privilégiée des hommes libres.[pas clair]

## Historiographie de la loi salique duVIIesiècleauXIVesiècle
On dit souvent qu'après Frédégaire, la loi salique a été oubliée jusqu’au règne de Charles V (roi de 1364 à 1380). Il est vrai que les Grandes Chroniques de France n'en parlent pas, ni à propos du règne de Pharamond, ni de celui de Philippe V, second fils de Philippe le Bel, roi de 1318 à 1322 après le fils de son frère aîné Louis X, ni de celui de Philippe VI, le premier Valois, roi de 1328 à 1350, après le troisième fils de Philippe le Bel, Charles IV.
Elle est en revanche mentionnée dans les chroniques universelles d’origine monastique, en premier lieu par Sigebert de Gembloux (1030-1112), dont la Chronographia y consacre un long paragraphe, qui reproduit les détails donnés par Frédégaire, mais cite aussi avec exactitude une bonne partie du prologue de la loi.
C’est sans doute à Sigebert de Gembloux que Bernard Gui (1261-1331) doit les informations de ses Flores chronicarum. Pour lui comme pour Sigebert, la loi salique est un code juridique datant du règne de Pharamond et rédigé outre-Rhin par ses quatre conseillers. Il n’évoque pas la loi salique à propos de l’exclusion des femmes du trône en 1314 (Jeanne, fille de Louis X) et en 1328 (de nouveau Jeanne, mais aussi Isabelle, fille de Philippe le Bel) : lorsque sont évoquées ces deux successions, les textes officiels, l'histoire nationale, les traités des juristes l’ignorent et seule la coutume de France est évoquée pour la succession au royaume[pas clair].
François de Meyronnes, qui écrit entre 1320 et 1328 une défense de la Lex Voconia, loi romaine due au tribun du peuple Quintus Voconius Saxa, ne parle pas de la loi salique.[pas clair]

## La loi salique en tant que loi de succession

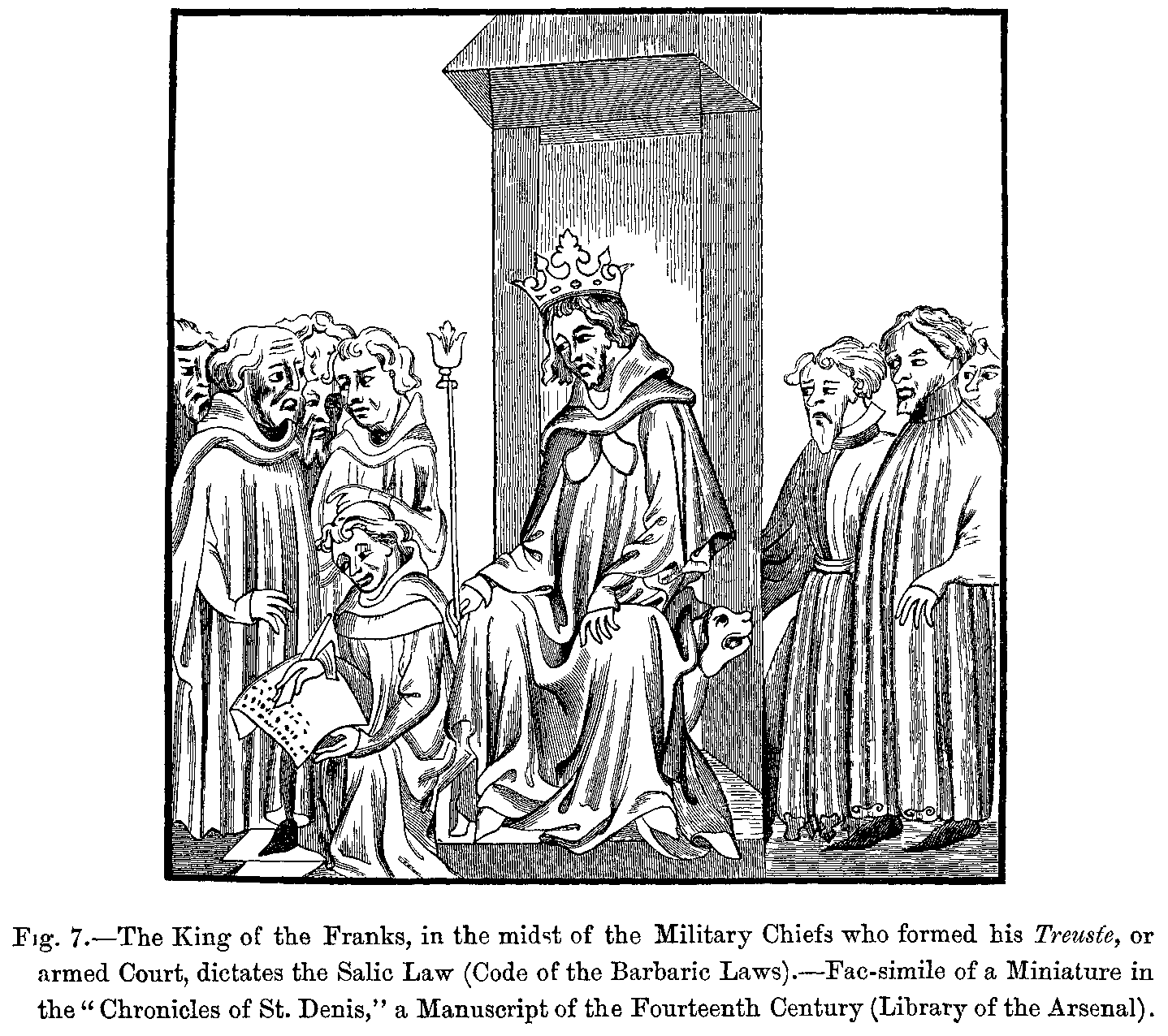
Cette illustration de la fin du Moyen Âge représente un « roi des Francs » dictant la loi salique. Il s'agit d'une représentation tardive peu fidèle à la réalité historique qui témoigne de l'intérêt renouvelé pour ce code de loi à partir du XIVe siècle.

### Les problèmes de succession au trône de France de 1316 à 1328

#### Le «miracle capétien» et la crise des années 1316-1328
D'Hugues Capet, roi à partir de 987, à Jean Ier le Posthume, roi du 14 au 19 novembre 1316, la couronne de France a été continûment transmise de père en fils. Cette succession sans problème, dans une continuité parfaite de 987 à 1316 (un héritier mâle aîné était à chaque génération prêt à succéder à son père), a amené les historiens à qualifier ces générations de « miracle capétien ».
Ce miracle prend fin en 1316 : Louis X, fils aîné de Philippe le Bel laisse un fils, Jean (Ier), né posthume, qui meurt au bout de 4 jours et une fille. C'est Philippe (V), le frère cadet de Louis X qui succède à Jean ; à la mort de Philippe en 1322, c'est Charles (IV), le second frère de Louis qui prend la succession. À la mort de Charles en 1328, sans fils, la lignée masculine des Capétiens s'éteint. La succession revient non pas à la fille de Louis X, ni à la fille de Philippe le Bel, mariée au roi d'Angleterre et mère du roi Édouard III, mais à un cousin, Philippe de Valois, qui commence une nouvelle dynastie issue des Capétiens, celle des Valois, qui règne jusqu'en 1589.
De 1316 à 1328, le choix de successeurs masculins au détriment des princesses royales est déterminé par des rapports de force et des choix politiques. À aucun moment, la « loi salique » n'est évoquée dans les débats. Néanmoins, cette période établit l'éviction des femmes comme une pratique usuelle (utilisée deux fois en 12 ans) ; elle va devenir explicitement une des lois fondamentales du royaume de France.

#### Le droit des femmes à succéder au Moyen Âge
En ce qui concerne les fiefs, la fille du vassal pouvait hériter du fief (cas particulièrement célèbre d'Aliénor d'Aquitaine, détentrice du fief d'Aquitaine après la mort du duc Guillaume), bien qu'elle ne puisse pas être elle-même vassale, une femme ne pouvant pas (sauf rares exceptions) être une guerrière : le lien vassalique passait donc à son époux (dans le cas d'Aliénor : Henri II Plantagenêt, après sa répudiation par le roi de France Louis VII) et le fief passait à la lignée de l'époux (les Plantagenêts). Louis X, appelé en arbitre sur le destin du comté de Poitiers en l'absence d'héritiers mâles, tranche en faveur de son frère Philippe et affirme le droit des femmes à hériter[pas clair].
En ce qui concerne les États souverains, certaines monarchies admettaient les femmes à la succession (cas notamment de l'Angleterre, avec les exemples (postérieurs) de Marie Tudor, puis d'Élisabeth).
En ce qui concerne le royaume de France, une réflexion théorique avait eu lieu au XIIIe siècle autour de la question des relations entre le roi de France et l'empereur, à travers des textes appelés quæstiones, dans lesquels, du côté français, il est habituel d’arguer de la supériorité de la monarchie héréditaire (cas de la France) sur le système électif (cas de l'Empire) : la monarchie héréditaire offre un héritier certain, naturellement aimé de ses sujets, elle évite les troubles de succession et les rivalités entre princes. En revanche, ces textes antérieurs n'évoquent jamais la question de l'exclusion des femmes.
Il existait cependant une pensée coutumière défavorable à l'idée d'une succession féminine (en relation avec un courant anti-femmes de la littérature médiévale). Cette pensée s'exprimait dans des adages opposant les lys et les quenouilles : « Le royaume ne tombe point en quenouille... Le royaume des lys ne tombe pas en quenouille... Les lys ne filent point... ».
En complément de cette pensée coutumière, on trouve des arguments d'ordre religieux. Raoul de Presles (1316-1382), conseiller de Charles V, invoque deux arguments :
- l'histoire biblique des filles de Tselophehad, qu'on retrouve chez Jean de Montreuil et Jouvenel des Ursins,[pas clair][Note 10]
- le fait que le royaume est une dignité quasi sacerdotale, une prêtrise. Or, dans le christianisme (romain ou orthodoxe à l'époque), les femmes ne peuvent pas être prêtres. C’est cette dimension sacrée du trône de France qui exclut les femmes, qui ne sauraient être au centre de la cérémonie du sacre.

Ces arguments avaient l’avantage d'expliquer que l'exclusion des femmes était une spécificité du royaume de France et ne s’appliquait pas forcément aux autres monarchies.
Il existait donc un corpus d’arguments pour justifier l'exclusion des femmes du trône de France, avant qu'on ait l'idée d'utiliser la loi salique dans ce but.

#### La succession du Capétien JeanIer(1316): le choix d'un oncle
En 1316, Louis X le Hutin, roi de France et roi de Navarre, fils de Philippe IV le Bel, meurt sans savoir s'il aura un héritier mâle. Il laisse une fille en bas âge issue du premier lit, Jeanne II de Navarre, fille de Marguerite de Bourgogne, mais dont la légitimité est mise en doute, et une femme enceinte, Clémence de Hongrie. Le frère de Louis X, Philippe, comte de Poitiers, y voit alors l'occasion de devenir roi de France et de Navarre : il conclut un accord avec Eudes IV de Bourgogne, oncle maternel de Jeanne II, pour être le régent de l'enfant à venir au cas où ce dernier serait un fils. Si, en revanche, l'enfant est une fille, elle sera exclue du trône comme sa sœur aînée, mais cela seulement jusqu'à sa majorité. Il semble alors qu'il y ait possibilité pour les deux jeunes filles, et particulièrement pour Jeanne, de monter sur le trône de France. Cette disposition laisse toutefois un répit à Philippe de Poitiers pour se faire admettre comme roi. L'enfant de la reine Clémence, qui naît le 15 novembre 1316, est un fils. Il reçoit le prénom de Jean (on l'appelle en général Jean Ier le Posthume). Mais l'enfant royal meurt cinq jours plus tard.
Philippe bouscule alors les accords passés avec Eudes de Bourgogne : il se fait proclamer roi de France et de Navarre, et se fait sacrer le 6 ou le 9 janvier 1317 sous haute protection militaire. Philippe, surnommé le Long, est tenu pour un usurpateur par Agnès de France, mère de Marguerite de Bourgogne, grand-mère de Jeanne et fille de Saint Louis. Elle réclame le rassemblement des pairs, ce que Philippe V le Long accepte. Une assemblée de prélats, de seigneurs, de bourgeois de Paris et de docteurs de l'Université, connue sous le nom d'États généraux de 1317 est rassemblée en février. Philippe V lui demande de rédiger un argumentaire justifiant son droit à monter sur le trône de France. Ces « états généraux » s'accordent pour déclarer que « femme ne succède pas au royaume de France » formalisant l'impossibilité pour une femme de monter sur le trône de France, principe en vigueur jusqu'à la fin de la monarchie en France, Restauration comprise. La loi salique, à ce moment, n'est pas encore invoquée : l'argumentaire mis en avant au profit de Philippe V ne s'appuie que sur le degré de proximité de Philippe V avec Saint Louis. Philippe a le soutien de la noblesse : ce qui compte ici est qu'il a les moyens de ses ambitions.
Le 27 mars 1317, un traité est signé à Laon entre Eudes de Bourgogne et Philippe V : Jeanne renonce à ses prétentions à la couronne de France.

### La succession du Capétien Charles IV (1328)

#### Situation à la mort de Charles IV
Une nouvelle crise successorale éclate lorsque Charles IV le Bel, qui a succédé à son frère Philippe V, meurt à son tour, en 1328. Son épouse, la reine Jeanne d'Évreux, est enceinte. Le même problème qu'en 1316 se pose donc : il faut à la fois se préparer à une éventuelle régence (et donc choisir un régent) et préparer une possible succession au trône. À ce moment, il semble désormais acquis que les femmes ne peuvent prétendre à la couronne de France (sans qu'aucune justification ne soit avancée et sans qu'aucune règle écrite ne le dispose encore).
En vertu de ce principe, sont donc a priori exclues :
- les filles de Louis X, de Philippe V et de Charles IV dont une éventuelle fille à naître de la grossesse de la reine Jeanne d'Évreux ;
- Isabelle de France, la sœur de Louis X, de Philippe V et de Charles IV, épouse du roi Édouard II d'Angleterre.

L'arbre généalogique ci-dessous est celui de la famille capétienne à la mort du roi Charles IV le Bel le 1er février 1328. En gras sont représentés les prétendants à la couronne.
 : Couronne de France ;
 : Couronne de Navarre ;
 : Couronne d'Angleterre
|                              |                              |                              |                              |                              |                              |                             |                             |                               |                               |                               |                               |                                                                     |                                                                     |                                                                     |                                                                     |                                                                     |                                                                     |                      |                      |                      |                      |  |  |                                            |                                            |                                            |                                            |                                            |                                            |  |  |                                               |                                               | Louis IX 1214 - 1270 x Marguerite de Provence |                                               |                                               |                                               |                                              |                                              |                                                 |                                                 |                                                 |                                                 |                                                 |                                                 |                                                 |                                                 |                                                 |                                                 |                     |                     |                     |                     |  |  |                   |                   |                   |                   |                                          |                                          |                                          |                                          |                                          |                                          |                     |                     |                               |                               |                               |                               |                                                |                                                |                                                |                                                |                                                |                                                |  |  |                                                     |                                                     |                                                     |                                                     |                                                     |                                                     |  |  |  |  |  |  |  |  |  |  |  |  |  |  |  |  |  |  |  |  |  |  |  |  |  |  |  |  |  |  |  |  |
|                              |                              |                              |                              |                              |                              |                             |                             |                               |                               |                               |                               |                                                                     |                                                                     |                                                                     |                                                                     |                                                                     |                                                                     |                      |                      |                      |                      |  |  |                                            |                                            |                                            |                                            |                                            |                                            |  |  |                                               |                                               |                                               |                                               |                                               |                                               |                                              |                                              |                                                 |                                                 |                                                 |                                                 |                                                 |                                                 |                                                 |                                                 |                                                 |                                                 |                     |                     |                     |                     |  |  |                   |                   |                   |                   |                                          |                                          |                                          |                                          |                                          |                                          |                     |                     |                               |                               |                               |                               |                                                |                                                |                                                |                                                |                                                |                                                |  |  |                                                     |                                                     |                                                     |                                                     |                                                     |                                                     |  |  |  |  |  |  |  |  |  |  |  |  |  |  |  |  |  |  |  |  |  |  |  |  |  |  |  |  |  |  |  |  |
| Marie de Brabant 1254 - 1322 | Marie de Brabant 1254 - 1322 | Marie de Brabant 1254 - 1322 | Marie de Brabant 1254 - 1322 | Marie de Brabant 1254 - 1322 | Marie de Brabant 1254 - 1322 |                             |                             |                               |                               |                               |                               |                                                                     |                                                                     |                                                                     |                                                                     |                                                                     |                                                                     |                      |                      |                      |                      |  |  |                                            |                                            |                                            |                                            |                                            |                                            |  |  |                                               |                                               | Philippe III 1245 - 1285                      | Philippe III 1245 - 1285                      | Philippe III 1245 - 1285                      | Philippe III 1245 - 1285                      | Philippe III 1245 - 1285                     | Philippe III 1245 - 1285                     |                                                 |                                                 |                                                 |                                                 |                                                 |                                                 |                                                 |                                                 |                                                 |                                                 |                     |                     |                     |                     |  |  |                   |                   |                   |                   |                                          |                                          |                                          |                                          |                                          |                                          |                     |                     | Isabelle d'Aragon 1247 - 1271 | Isabelle d'Aragon 1247 - 1271 | Isabelle d'Aragon 1247 - 1271 | Isabelle d'Aragon 1247 - 1271 | Isabelle d'Aragon 1247 - 1271                  | Isabelle d'Aragon 1247 - 1271                  |                                                |                                                |                                                |                                                |  |  |                                                     |                                                     |                                                     |                                                     |                                                     |                                                     |  |  |  |  |  |  |  |  |  |  |  |  |  |  |  |  |  |  |  |  |  |  |  |  |  |  |  |  |  |  |  |  |
| Marie de Brabant 1254 - 1322 | Marie de Brabant 1254 - 1322 | Marie de Brabant 1254 - 1322 | Marie de Brabant 1254 - 1322 | Marie de Brabant 1254 - 1322 | Marie de Brabant 1254 - 1322 |                             |                             |                               |                               |                               |                               |                                                                     |                                                                     |                                                                     |                                                                     |                                                                     |                                                                     |                      |                      |                      |                      |  |  |                                            |                                            |                                            |                                            |                                            |                                            |  |  |                                               |                                               | Philippe III 1245 - 1285                      | Philippe III 1245 - 1285                      | Philippe III 1245 - 1285                      | Philippe III 1245 - 1285                      | Philippe III 1245 - 1285                     | Philippe III 1245 - 1285                     |                                                 |                                                 |                                                 |                                                 |                                                 |                                                 |                                                 |                                                 |                                                 |                                                 |                     |                     |                     |                     |  |  |                   |                   |                   |                   |                                          |                                          |                                          |                                          |                                          |                                          |                     |                     | Isabelle d'Aragon 1247 - 1271 | Isabelle d'Aragon 1247 - 1271 | Isabelle d'Aragon 1247 - 1271 | Isabelle d'Aragon 1247 - 1271 | Isabelle d'Aragon 1247 - 1271                  | Isabelle d'Aragon 1247 - 1271                  |                                                |                                                |                                                |                                                |  |  |                                                     |                                                     |                                                     |                                                     |                                                     |                                                     |  |  |  |  |  |  |  |  |  |  |  |  |  |  |  |  |  |  |  |  |  |  |  |  |  |  |  |  |  |  |  |  |
|                              |                              |                              |                              |                              |                              |                             |                             |                               |                               |                               |                               |                                                                     |                                                                     |                                                                     |                                                                     |                                                                     |                                                                     |                      |                      |                      |                      |  |  |                                            |                                            |                                            |                                            |                                            |                                            |  |  |                                               |                                               |                                               |                                               |                                               |                                               |                                              |                                              |                                                 |                                                 |                                                 |                                                 |                                                 |                                                 |                                                 |                                                 |                                                 |                                                 |                     |                     |                     |                     |  |  |                   |                   |                   |                   |                                          |                                          |                                          |                                          |                                          |                                          |                     |                     |                               |                               |                               |                               |                                                |                                                |                                                |                                                |                                                |                                                |  |  |                                                     |                                                     |                                                     |                                                     |                                                     |                                                     |  |  |  |  |  |  |  |  |  |  |  |  |  |  |  |  |  |  |  |  |  |  |  |  |  |  |  |  |  |  |  |  |
|                              |                              |                              |                              |                              |                              |                             |                             |                               |                               |                               |                               |                                                                     |                                                                     |                                                                     |                                                                     |                                                                     |                                                                     |                      |                      |                      |                      |  |  |                                            |                                            |                                            |                                            |                                            |                                            |  |  |                                               |                                               |                                               |                                               |                                               |                                               |                                              |                                              |                                                 |                                                 |                                                 |                                                 |                                                 |                                                 |                                                 |                                                 |                                                 |                                                 |                     |                     |                     |                     |  |  |                   |                   |                   |                   |                                          |                                          |                                          |                                          |                                          |                                          |                     |                     |                               |                               |                               |                               |                                                |                                                |                                                |                                                |                                                |                                                |  |  |                                                     |                                                     |                                                     |                                                     |                                                     |                                                     |  |  |  |  |  |  |  |  |  |  |  |  |  |  |  |  |  |  |  |  |  |  |  |  |  |  |  |  |  |  |  |  |
| Louis d'Évreux 1276 - 1319   | Louis d'Évreux 1276 - 1319   | Louis d'Évreux 1276 - 1319   | Louis d'Évreux 1276 - 1319   | Louis d'Évreux 1276 - 1319   | Louis d'Évreux 1276 - 1319   |                             |                             |                               |                               |                               |                               |                                                                     |                                                                     |                                                                     |                                                                     |                                                                     |                                                                     |                      |                      |                      |                      |  |  |                                            |                                            |                                            |                                            |                                            |                                            |  |  |                                               |                                               |                                               |                                               |                                               |                                               |                                              |                                              |                                                 |                                                 |                                                 |                                                 | Philippe IV 1268 - 1314 x Jeanne Ire de Navarre | Philippe IV 1268 - 1314 x Jeanne Ire de Navarre | Philippe IV 1268 - 1314 x Jeanne Ire de Navarre | Philippe IV 1268 - 1314 x Jeanne Ire de Navarre | Philippe IV 1268 - 1314 x Jeanne Ire de Navarre | Philippe IV 1268 - 1314 x Jeanne Ire de Navarre |                     |                     |                     |                     |  |  |                   |                   |                   |                   |                                          |                                          |                                          |                                          |                                          |                                          |                     |                     |                               |                               |                               |                               |                                                |                                                |                                                |                                                |                                                |                                                |  |  | Charles de Valois 1270 - 1325                       | Charles de Valois 1270 - 1325                       | Charles de Valois 1270 - 1325                       | Charles de Valois 1270 - 1325                       | Charles de Valois 1270 - 1325                       | Charles de Valois 1270 - 1325                       |  |  |  |  |  |  |  |  |  |  |  |  |  |  |  |  |  |  |  |  |  |  |  |  |  |  |  |  |  |  |  |  |
| Louis d'Évreux 1276 - 1319   | Louis d'Évreux 1276 - 1319   | Louis d'Évreux 1276 - 1319   | Louis d'Évreux 1276 - 1319   | Louis d'Évreux 1276 - 1319   | Louis d'Évreux 1276 - 1319   |                             |                             |                               |                               |                               |                               |                                                                     |                                                                     |                                                                     |                                                                     |                                                                     |                                                                     |                      |                      |                      |                      |  |  |                                            |                                            |                                            |                                            |                                            |                                            |  |  |                                               |                                               |                                               |                                               |                                               |                                               |                                              |                                              |                                                 |                                                 |                                                 |                                                 | Philippe IV 1268 - 1314 x Jeanne Ire de Navarre | Philippe IV 1268 - 1314 x Jeanne Ire de Navarre | Philippe IV 1268 - 1314 x Jeanne Ire de Navarre | Philippe IV 1268 - 1314 x Jeanne Ire de Navarre | Philippe IV 1268 - 1314 x Jeanne Ire de Navarre | Philippe IV 1268 - 1314 x Jeanne Ire de Navarre |                     |                     |                     |                     |  |  |                   |                   |                   |                   |                                          |                                          |                                          |                                          |                                          |                                          |                     |                     |                               |                               |                               |                               |                                                |                                                |                                                |                                                |                                                |                                                |  |  | Charles de Valois 1270 - 1325                       | Charles de Valois 1270 - 1325                       | Charles de Valois 1270 - 1325                       | Charles de Valois 1270 - 1325                       | Charles de Valois 1270 - 1325                       | Charles de Valois 1270 - 1325                       |  |  |  |  |  |  |  |  |  |  |  |  |  |  |  |  |  |  |  |  |  |  |  |  |  |  |  |  |  |  |  |  |
|                              |                              |                              |                              |                              |                              |                             |                             |                               |                               |                               |                               |                                                                     |                                                                     |                                                                     |                                                                     |                                                                     |                                                                     |                      |                      |                      |                      |  |  |                                            |                                            |                                            |                                            |                                            |                                            |  |  |                                               |                                               |                                               |                                               |                                               |                                               |                                              |                                              |                                                 |                                                 |                                                 |                                                 |                                                 |                                                 |                                                 |                                                 |                                                 |                                                 |                     |                     |                     |                     |  |  |                   |                   |                   |                   |                                          |                                          |                                          |                                          |                                          |                                          |                     |                     |                               |                               |                               |                               |                                                |                                                |                                                |                                                |                                                |                                                |  |  |                                                     |                                                     |                                                     |                                                     |                                                     |                                                     |  |  |  |  |  |  |  |  |  |  |  |  |  |  |  |  |  |  |  |  |  |  |  |  |  |  |  |  |  |  |  |  |
|                              |                              |                              |                              |                              |                              |                             |                             |                               |                               |                               |                               | Louis X 1289 - 1316 x Marguerite de Bourgogne x Clémence de Hongrie | Louis X 1289 - 1316 x Marguerite de Bourgogne x Clémence de Hongrie | Louis X 1289 - 1316 x Marguerite de Bourgogne x Clémence de Hongrie | Louis X 1289 - 1316 x Marguerite de Bourgogne x Clémence de Hongrie | Louis X 1289 - 1316 x Marguerite de Bourgogne x Clémence de Hongrie | Louis X 1289 - 1316 x Marguerite de Bourgogne x Clémence de Hongrie |                      |                      |                      |                      |  |  |                                            |                                            |                                            |                                            |                                            |                                            |  |  |                                               |                                               |                                               |                                               | Philippe V 1293 - 1322 x Jeanne de Bourgogne  | Philippe V 1293 - 1322 x Jeanne de Bourgogne  | Philippe V 1293 - 1322 x Jeanne de Bourgogne | Philippe V 1293 - 1322 x Jeanne de Bourgogne | Philippe V 1293 - 1322 x Jeanne de Bourgogne    | Philippe V 1293 - 1322 x Jeanne de Bourgogne    |                                                 |                                                 |                                                 |                                                 |                                                 |                                                 |                                                 |                                                 |                     |                     |                     |                     |  |  |                   |                   |                   |                   | Charles IV 1294 - 1328 x Jeanne d'Évreux | Charles IV 1294 - 1328 x Jeanne d'Évreux | Charles IV 1294 - 1328 x Jeanne d'Évreux | Charles IV 1294 - 1328 x Jeanne d'Évreux | Charles IV 1294 - 1328 x Jeanne d'Évreux | Charles IV 1294 - 1328 x Jeanne d'Évreux |                     |                     |                               |                               |                               |                               | Isabelle Née en 1295 x Édouard II d'Angleterre | Isabelle Née en 1295 x Édouard II d'Angleterre | Isabelle Née en 1295 x Édouard II d'Angleterre | Isabelle Née en 1295 x Édouard II d'Angleterre | Isabelle Née en 1295 x Édouard II d'Angleterre | Isabelle Née en 1295 x Édouard II d'Angleterre |  |  | Philippe de Valois Né en 1293 x Jeanne de Bourgogne | Philippe de Valois Né en 1293 x Jeanne de Bourgogne | Philippe de Valois Né en 1293 x Jeanne de Bourgogne | Philippe de Valois Né en 1293 x Jeanne de Bourgogne | Philippe de Valois Né en 1293 x Jeanne de Bourgogne | Philippe de Valois Né en 1293 x Jeanne de Bourgogne |  |  |  |  |  |  |  |  |  |  |  |  |  |  |  |  |  |  |  |  |  |  |  |  |  |  |  |  |  |  |  |  |
|                              |                              |                              |                              |                              |                              |                             |                             |                               |                               |                               |                               | Louis X 1289 - 1316 x Marguerite de Bourgogne x Clémence de Hongrie | Louis X 1289 - 1316 x Marguerite de Bourgogne x Clémence de Hongrie | Louis X 1289 - 1316 x Marguerite de Bourgogne x Clémence de Hongrie | Louis X 1289 - 1316 x Marguerite de Bourgogne x Clémence de Hongrie | Louis X 1289 - 1316 x Marguerite de Bourgogne x Clémence de Hongrie | Louis X 1289 - 1316 x Marguerite de Bourgogne x Clémence de Hongrie |                      |                      |                      |                      |  |  |                                            |                                            |                                            |                                            |                                            |                                            |  |  |                                               |                                               |                                               |                                               | Philippe V 1293 - 1322 x Jeanne de Bourgogne  | Philippe V 1293 - 1322 x Jeanne de Bourgogne  | Philippe V 1293 - 1322 x Jeanne de Bourgogne | Philippe V 1293 - 1322 x Jeanne de Bourgogne | Philippe V 1293 - 1322 x Jeanne de Bourgogne    | Philippe V 1293 - 1322 x Jeanne de Bourgogne    |                                                 |                                                 |                                                 |                                                 |                                                 |                                                 |                                                 |                                                 |                     |                     |                     |                     |  |  |                   |                   |                   |                   | Charles IV 1294 - 1328 x Jeanne d'Évreux | Charles IV 1294 - 1328 x Jeanne d'Évreux | Charles IV 1294 - 1328 x Jeanne d'Évreux | Charles IV 1294 - 1328 x Jeanne d'Évreux | Charles IV 1294 - 1328 x Jeanne d'Évreux | Charles IV 1294 - 1328 x Jeanne d'Évreux |                     |                     |                               |                               |                               |                               | Isabelle Née en 1295 x Édouard II d'Angleterre | Isabelle Née en 1295 x Édouard II d'Angleterre | Isabelle Née en 1295 x Édouard II d'Angleterre | Isabelle Née en 1295 x Édouard II d'Angleterre | Isabelle Née en 1295 x Édouard II d'Angleterre | Isabelle Née en 1295 x Édouard II d'Angleterre |  |  | Philippe de Valois Né en 1293 x Jeanne de Bourgogne | Philippe de Valois Né en 1293 x Jeanne de Bourgogne | Philippe de Valois Né en 1293 x Jeanne de Bourgogne | Philippe de Valois Né en 1293 x Jeanne de Bourgogne | Philippe de Valois Né en 1293 x Jeanne de Bourgogne | Philippe de Valois Né en 1293 x Jeanne de Bourgogne |  |  |  |  |  |  |  |  |  |  |  |  |  |  |  |  |  |  |  |  |  |  |  |  |  |  |  |  |  |  |  |  |
|                              |                              |                              |                              |                              |                              |                             |                             |                               |                               |                               |                               |                                                                     |                                                                     |                                                                     |                                                                     |                                                                     |                                                                     |                      |                      |                      |                      |  |  |                                            |                                            |                                            |                                            |                                            |                                            |  |  |                                               |                                               |                                               |                                               |                                               |                                               |                                              |                                              |                                                 |                                                 |                                                 |                                                 |                                                 |                                                 |                                                 |                                                 |                                                 |                                                 |                     |                     |                     |                     |  |  |                   |                   |                   |                   |                                          |                                          |                                          |                                          |                                          |                                          |                     |                     |                               |                               |                               |                               |                                                |                                                |                                                |                                                |                                                |                                                |  |  |                                                     |                                                     |                                                     |                                                     |                                                     |                                                     |  |  |  |  |  |  |  |  |  |  |  |  |  |  |  |  |  |  |  |  |  |  |  |  |  |  |  |  |  |  |  |  |
| Philippe d'Évreux Né en 1306 | Philippe d'Évreux Né en 1306 | Philippe d'Évreux Né en 1306 | Philippe d'Évreux Né en 1306 | Philippe d'Évreux Né en 1306 | Philippe d'Évreux Né en 1306 |                             |                             | Jeanne de Navarre Née en 1312 | Jeanne de Navarre Née en 1312 | Jeanne de Navarre Née en 1312 | Jeanne de Navarre Née en 1312 | Jeanne de Navarre Née en 1312                                       | Jeanne de Navarre Née en 1312                                       |                                                                     |                                                                     | Jean Ier 1316 - 1316                                                | Jean Ier 1316 - 1316                                                | Jean Ier 1316 - 1316 | Jean Ier 1316 - 1316 | Jean Ier 1316 - 1316 | Jean Ier 1316 - 1316 |  |  | Jeanne Née en 1308 x Eudes IV de Bourgogne | Jeanne Née en 1308 x Eudes IV de Bourgogne | Jeanne Née en 1308 x Eudes IV de Bourgogne | Jeanne Née en 1308 x Eudes IV de Bourgogne | Jeanne Née en 1308 x Eudes IV de Bourgogne | Jeanne Née en 1308 x Eudes IV de Bourgogne |  |  | Marguerite Née en 1309 x Louis Ier de Flandre | Marguerite Née en 1309 x Louis Ier de Flandre | Marguerite Née en 1309 x Louis Ier de Flandre | Marguerite Née en 1309 x Louis Ier de Flandre | Marguerite Née en 1309 x Louis Ier de Flandre | Marguerite Née en 1309 x Louis Ier de Flandre |                                              |                                              | Isabelle Née en 1312 x Guigues VIII de Viennois | Isabelle Née en 1312 x Guigues VIII de Viennois | Isabelle Née en 1312 x Guigues VIII de Viennois | Isabelle Née en 1312 x Guigues VIII de Viennois | Isabelle Née en 1312 x Guigues VIII de Viennois | Isabelle Née en 1312 x Guigues VIII de Viennois |                                                 |                                                 | Blanche Née en 1313                             | Blanche Née en 1313                             | Blanche Née en 1313 | Blanche Née en 1313 | Blanche Née en 1313 | Blanche Née en 1313 |  |  | Marie Née en 1326 | Marie Née en 1326 | Marie Née en 1326 | Marie Née en 1326 | Marie Née en 1326                        | Marie Née en 1326                        |                                          |                                          | Blanche Née en 1328                      | Blanche Née en 1328                      | Blanche Née en 1328 | Blanche Née en 1328 | Blanche Née en 1328           | Blanche Née en 1328           |                               |                               | Édouard III d'Angleterre Né en 1312            | Édouard III d'Angleterre Né en 1312            | Édouard III d'Angleterre Né en 1312            | Édouard III d'Angleterre Né en 1312            | Édouard III d'Angleterre Né en 1312            | Édouard III d'Angleterre Né en 1312            |  |  | Jean de Valois Né en 1319                           | Jean de Valois Né en 1319                           | Jean de Valois Né en 1319                           | Jean de Valois Né en 1319                           | Jean de Valois Né en 1319                           | Jean de Valois Né en 1319                           |  |  |  |  |  |  |  |  |  |  |  |  |  |  |  |  |  |  |  |  |  |  |  |  |  |  |  |  |  |  |  |  |
| Philippe d'Évreux Né en 1306 | Philippe d'Évreux Né en 1306 | Philippe d'Évreux Né en 1306 | Philippe d'Évreux Né en 1306 | Philippe d'Évreux Né en 1306 | Philippe d'Évreux Né en 1306 |                             |                             | Jeanne de Navarre Née en 1312 | Jeanne de Navarre Née en 1312 | Jeanne de Navarre Née en 1312 | Jeanne de Navarre Née en 1312 | Jeanne de Navarre Née en 1312                                       | Jeanne de Navarre Née en 1312                                       |                                                                     |                                                                     | Jean Ier 1316 - 1316                                                | Jean Ier 1316 - 1316                                                | Jean Ier 1316 - 1316 | Jean Ier 1316 - 1316 | Jean Ier 1316 - 1316 | Jean Ier 1316 - 1316 |  |  | Jeanne Née en 1308 x Eudes IV de Bourgogne | Jeanne Née en 1308 x Eudes IV de Bourgogne | Jeanne Née en 1308 x Eudes IV de Bourgogne | Jeanne Née en 1308 x Eudes IV de Bourgogne | Jeanne Née en 1308 x Eudes IV de Bourgogne | Jeanne Née en 1308 x Eudes IV de Bourgogne |  |  | Marguerite Née en 1309 x Louis Ier de Flandre | Marguerite Née en 1309 x Louis Ier de Flandre | Marguerite Née en 1309 x Louis Ier de Flandre | Marguerite Née en 1309 x Louis Ier de Flandre | Marguerite Née en 1309 x Louis Ier de Flandre | Marguerite Née en 1309 x Louis Ier de Flandre |                                              |                                              | Isabelle Née en 1312 x Guigues VIII de Viennois | Isabelle Née en 1312 x Guigues VIII de Viennois | Isabelle Née en 1312 x Guigues VIII de Viennois | Isabelle Née en 1312 x Guigues VIII de Viennois | Isabelle Née en 1312 x Guigues VIII de Viennois | Isabelle Née en 1312 x Guigues VIII de Viennois |                                                 |                                                 | Blanche Née en 1313                             | Blanche Née en 1313                             | Blanche Née en 1313 | Blanche Née en 1313 | Blanche Née en 1313 | Blanche Née en 1313 |  |  | Marie Née en 1326 | Marie Née en 1326 | Marie Née en 1326 | Marie Née en 1326 | Marie Née en 1326                        | Marie Née en 1326                        |                                          |                                          | Blanche Née en 1328                      | Blanche Née en 1328                      | Blanche Née en 1328 | Blanche Née en 1328 | Blanche Née en 1328           | Blanche Née en 1328           |                               |                               | Édouard III d'Angleterre Né en 1312            | Édouard III d'Angleterre Né en 1312            | Édouard III d'Angleterre Né en 1312            | Édouard III d'Angleterre Né en 1312            | Édouard III d'Angleterre Né en 1312            | Édouard III d'Angleterre Né en 1312            |  |  | Jean de Valois Né en 1319                           | Jean de Valois Né en 1319                           | Jean de Valois Né en 1319                           | Jean de Valois Né en 1319                           | Jean de Valois Né en 1319                           | Jean de Valois Né en 1319                           |  |  |  |  |  |  |  |  |  |  |  |  |  |  |  |  |  |  |  |  |  |  |  |  |  |  |  |  |  |  |  |  |
|                              |                              |                              |                              |                              |                              |                             |                             |                               |                               |                               |                               |                                                                     |                                                                     |                                                                     |                                                                     |                                                                     |                                                                     |                      |                      |                      |                      |  |  |                                            |                                            |                                            |                                            |                                            |                                            |  |  |                                               |                                               |                                               |                                               |                                               |                                               |                                              |                                              |                                                 |                                                 |                                                 |                                                 |                                                 |                                                 |                                                 |                                                 |                                                 |                                                 |                     |                     |                     |                     |  |  |                   |                   |                   |                   |                                          |                                          |                                          |                                          |                                          |                                          |                     |                     |                               |                               |                               |                               |                                                |                                                |                                                |                                                |                                                |                                                |  |  |                                                     |                                                     |                                                     |                                                     |                                                     |                                                     |  |  |  |  |  |  |  |  |  |  |  |  |  |  |  |  |  |  |  |  |  |  |  |  |  |  |  |  |  |  |  |  |
|                              |                              |                              |                              | Jeanne d'Évreux Née en 1326  | Jeanne d'Évreux Née en 1326  | Jeanne d'Évreux Née en 1326 | Jeanne d'Évreux Née en 1326 | Jeanne d'Évreux Née en 1326   | Jeanne d'Évreux Née en 1326   |                               |                               |                                                                     |                                                                     |                                                                     |                                                                     |                                                                     |                                                                     |                      |                      |                      |                      |  |  | Philippe de Bourgogne Né en 1323           | Philippe de Bourgogne Né en 1323           | Philippe de Bourgogne Né en 1323           | Philippe de Bourgogne Né en 1323           | Philippe de Bourgogne Né en 1323           | Philippe de Bourgogne Né en 1323           |  |  |                                               |                                               |                                               |                                               |                                               |                                               |                                              |                                              |                                                 |                                                 |                                                 |                                                 |                                                 |                                                 |                                                 |                                                 |                                                 |                                                 |                     |                     |                     |                     |  |  |                   |                   |                   |                   |                                          |                                          |                                          |                                          |                                          |                                          |                     |                     |                               |                               |                               |                               |                                                |                                                |                                                |                                                |                                                |                                                |  |  |                                                     |                                                     |                                                     |                                                     |                                                     |                                                     |  |  |  |  |  |  |  |  |  |  |  |  |  |  |  |  |  |  |  |  |  |  |  |  |  |  |  |  |  |  |  |  |

À la mort du roi, en 1328, quatre prétendants se font connaître :
- Jeanne de Navarre, fille de Louis X, et son époux Philippe d'Évreux ; et à compter de 1332, au nom de leur fils Charles ;
- Jeanne de France, duchesse de Bourgogne, fille de Philippe V, au nom de son fils Philippe de Bourgogne[Note 12] ;
- Édouard III d'Angleterre, petit-fils de Philippe le Bel par sa mère Isabelle de France ;
- Philippe de Valois, neveu de Philippe le Bel, plus proche héritier en ligne masculine.

#### Le choix d'un cousin du roi défunt
C'est ce dernier qui est choisi par une assemblée de légistes et de grands seigneurs du royaume et qui devient Philippe VI, en vertu de l'éviction des femmes de la succession au trône de France. Le royaume de Navarre revient à son héritière légitime, Jeanne II, et Philippe d'Évreux devient roi consort de Navarre sous le nom de Philippe III.
Deux raisons principales expliquent qu'Édouard III n'ait pas été reconnu comme roi de France : à supposer que les femmes transmettent les droits au trône de France, les fils des filles de Louis X, Philippe V et Charles IV avaient des droits supérieurs à ceux du roi d'Angleterre.
Une seconde raison du choix des légistes et des barons est que la monarchie française a une dimension nationale forte. Édouard III, roi d'Angleterre, est perçu comme étranger au royaume bien que de langue et d'origine françaises, et détenteur de fiefs en France, ce qui pousse les barons à rejeter sa candidature. C’est donc seulement la succession de 1328 qui étend l’exclusion aux fils des Filles de France pour éviter « d’être soumis à la souveraineté des Anglais ».

#### Les réactions des prétendants évincés
Édouard III se résigne dans un premier temps et reconnaît Philippe VI comme roi de France. Il lui prête même un hommage lige au roi de France en 1331, en tant que duc de Guyenne. Il revient cependant sur cette acceptation en 1337, après que Philippe lui a repris Bordeaux et la Guyenne, s'engageant dans un conflit qui sera de longue durée (la guerre de Cent Ans).
En 1358, Charles II de Navarre (Charles le Mauvais), fils de Jeanne II, est soutenu par l'opinion publique et espère monter sur le trône. Cette succession contestée par le roi d'Angleterre est une des raisons principales de la guerre de Cent Ans, alors que même en mettant en doute la légitimité de Jeanne II de Navarre, dans le cas d'une transmission directe de la couronne d'une fille de France à son fils, Philippe de Bourgogne le précédait dans la ligne de succession à la date de la mort de Charles IV. Une telle règle aurait également été une source de conflit, dans le cas où le fils d'une fille cadette ayant accédé au trône, son aînée aurait ultérieurement donné naissance à un fils, auquel le roi aurait dû de son vivant restituer la couronne, ce qui aurait justement pu se produire avec la naissance de Charles le Mauvais quatre ans plus tard en 1332.

### L'exhumation de la loi des Francs saliens à des fins successorales

#### Les mentions de la loi salique sous Jean II et Charles V
Trois auteurs sont particulièrement importants à ce sujet durant cette période : Jean de Vignay, Richard Lescot et Nicolas Oresme.
On attribue traditionnellement à Richard Lescot (historiographe du XIVe siècle) la redécouverte de la loi salique. En fait, il existait avant lui un texte très répandu, mais n'appartenant ni à la catégorie des ouvrages juridiques, ni à celle des ouvrages historiques, comportant un passage à propos de la loi salique : il s'agit d'une traduction des Échecs moralisés du dominicain italien Jacques de Cessoles (mort vers 1325), réalisée entre 1337 et 1350 par Jean de Vignay pour le fils de Philippe VI de Valois, Jean, alors duc de Normandie (roi de 1350 à 1364).
La traduction de Vignay comporte une interpolation par rapport au texte de Jacques de Cessoles qu'on ne trouve dans aucune autre traduction. Cette interpolation contient dans le chapitre consacré à la reine du jeu d'échecs la phrase suivante : « Et fut cette constitution [que femme ne succède pas] faite moult de temps avant Charlemagne et a été gardée par tous les rois depuis icelui temps... Les rois de France peuvent faire tels établissements... et cette ordonnance est bien à louer... »
Ni le nom de la loi salique, ni celui de Pharamond ne sont présents, mais il s'agit certainement d'une allusion à un passage de la loi salique dont le traducteur sait qu'il peut être utilisé pour la succession au royaume. Il enchaîne d'ailleurs sur l'indépendance de la France vis-à-vis de l'Empire, attestée par l'indépendance de sa législation, si bien que la réapparition de la loi salique semble être au carrefour de deux des préoccupations principales des juristes du XIVe siècle : les rapports de la France avec la famille royale anglaise, d'une part, avec l’Empire, d'autre part.
En 1358, un moine de Saint-Denis, le chroniqueur Richard Lescot exhume le texte originel de la « loi des Francs saliens ». Cette abbaye possédait une des plus importantes bibliothèques de l'époque, une des mieux classées. Par ailleurs, les mérites intrinsèques du monastère qui abritait les tombes et les insignes des rois de France rejaillissaient sur les manuscrits qui y étaient conservés : leur valeur probatoire était supposée meilleure,,.
À la demande d'un conseiller du roi Jean II, le moine rédige une généalogie des rois de France en mentionnant cette fameuse loi.
Bien que Richard Lescot ait été dans la deuxième moitié du XIVe siècle le seul auteur à connaître directement un manuscrit de la loi salique,, plusieurs textes issus de l'entourage de Charles V, fils et successeur de Jean II, font à celle-ci des références plus ou moins importantes.
C'est sous son règne qu'est formulée une règle claire de succession claire, par son précepteur et secrétaire Nicolas Oresme (1320-1382) qui reprend l'argumentation de François de Meyronnes et de Raoul de Presles de façon plus concrète. Dans son Livre de Politique, il définit trois procédures pour accéder au trône :
- par transmission dynastique – au fils aîné du roi ;
- par élection – comme pour Hugues Capet ;
- par élection de lignage – comme Philippe VI.

Ainsi, Nicolas Oresme justifie l'accession au trône des Valois par deux moyens : ils ont été désignés à la fois par l'élection et en raison de leur appartenance à la dynastie régnante. Mais on voit bien que ces justifications sont encore fragiles : des succès militaires d'Édouard III ou de Charles le Mauvais pourraient parfaitement entraîner une nouvelle réunion des barons et le choix d'un autre souverain.[réf. nécessaire]
Vers 1378, le juriste Évrart de Trémaugon, docteur en droit civil et en droit canon, dans son ouvrage Le Songe du vergier, va chercher dans le droit romain une justification qui invoque la « faiblesse du sexe » (imbecillitas sexus). Cet argument ne permet cependant pas de justifier l'exclusion des descendants masculins des princesses royales, qui ne sont pas touchés par cette « faiblesse ».

#### La loi salique sous le règne de Charles VI
Ce n'est qu'avec le règne de Charles VI, quand ce dernier s'émancipe de la tutelle de ses oncles pour exercer le pouvoir, que la loi salique est utilisée et argumentée pour justifier que la terre doit « venir au sexe viril ». En 1388, l'article intitulé De allodis de la « loi des Francs saliens », est utilisé dans le cadre d'une loi de succession[pas clair]. Le recours à cet article permet d'affirmer que, dès le règne de Clovis, fondateur du royaume de France, la femme ne pouvait « avoir en héritage aucune part du royaume »[réf. nécessaire].
Il s'agit d'une interprétation très biaisée de ce texte du VIe siècle, qui légiférait sur le droit privé des successions, et n'avait donc rien à voir avec la succession royale, qui relevait du droit public, même si, à l'époque mérovingienne, la distinction entre les deux n'était pas nette.
On ajouta par la suite bien d'autres justifications historiquement peu vraisemblables. Ainsi, on a pu mettre en avant une expression tirée de l'Évangile selon Matthieu, où le Christ déclare que « les lis ne tissent ni ne filent ». La fleur de lys (l'iris jaune) étant le symbole de la monarchie française, et le filage une activité typiquement féminine, on en a déduit, en jouant sur l'homonymie des deux fleurs, que Jésus-Christ lui-même avait déclaré que les femmes ne pouvaient succéder au trône de France.

#### Les études de la loi salique sous Charles VII
Privé des archives de la couronne, le gouvernement de Charles VII a cherché à localiser d'autres manuscrits de la loi salique, à les faire lire et copier pour pouvoir les utiliser comme preuves contre les Anglais. Vers 1430, alors qu'on commence à préparer les négociations trilatérales qui aboutiront au traité d’Arras, un groupe de conseillers jouissant de la confiance du roi en fut chargé : Christophe d'Harcourt, Geoffroy Vassal, archevêque de Vienne, le chancelier Renaud de Chartres, Gérard Machet et le secrétaire du roi originaire de Normandie qui écrivit le « Miroir historial » de 1451. En fait, on semble en avoir trouvé deux mais le travail a été effectué sur un seul manuscrit trouvé par Geoffroy Vassal à Savigny de Poitou, et transcrit par Gérard Machet. Après la découverte, Gérard Machet est allé à Savigny et il a « translaté pour le roi » le manuscrit qui est resté dans son dépôt d'origine. Il faut comprendre qu'il l'a transcrit de l'écriture caroline en écriture de son temps, fabriquant une sorte de copie conforme et authentique de l'original, propre à servir de preuve dans les dossiers diplomatiques pour la paix d’Arras.
Ainsi, sous le règne de Charles VII, malgré les difficultés rencontrées pour retrouver un manuscrit de la loi salique, le texte de l'article soixante-deux s'impose en français comme en latin avec les termes exacts de la Lex salica carolina et sa formulation intégrale. Désormais, le texte est définitivement fixé mais on n'a pas fait de traduction intégrale bien qu'on y ait pensé. Une traduction intégrale était difficile et peu maniable. Il était plus commode de résumer en une page l'essentiel des prologues historiques, d’incorporer la traduction de l'article soixante-deux, le seul important et de vulgariser ainsi l'essentiel de ce que les sujets de Charles VII avaient à croire. Cette tendance amorcée dans la deuxième version du « Miroir » de Noël de Fribois trouve sa forme définitive et en même temps le succès dans le Grand Traité anonyme sur la loi salique des environs de 1450.
Le moment décisif se situe entre 1435 et 1450, avec l’interprétation de la terre salique comme le royaume. Il suffisait d’établir que la terre salique était le royaume avec tous ses caractères et avec toutes ses dépendances, y compris les apanages. Sous-entendue chez Jean de Montreuil, l'idée est clairement exprimée par Jouvenel des Ursins. Le Grand traité de 1450 l'affirme aussi.
En revanche, ce fut d'une manière insensible qu’entre 1350 et 1450 la loi salique changea d'essence et passa de la rédaction d'une coutume à la promulgation royale d’un statut. Quand elle fut adoptée comme loi suprême, la loi salique remplaça simplement la coutume immémoriale du royaume qui avait été invoquée en 1316 et 1328. Longtemps, on put alléguer comme à peu près équivalentes la coutume de France et la loi salique et se féliciter de leur conformité. La loi salique ne fait que renforcer la coutume. Les femmes sont exclues comme le dit la coutume prescrite de France à laquelle s'accorde la loi salique : la loi salique est imaginée comme la rédaction des coutumes des Francs avant leur christianisation et cette conception, se retrouve dans tous les textes antérieurs à Raoul de Presles.
Avant le milieu du XVe siècle, les auteurs insistent sur le caractère quasi-démocratique de la rédaction de la loi. Ainsi, Aimery de Peyrac, soutient que la loi est faite « des coutumes utilisées par les Francs saliens auparavant, quand ils habitaient autour de Cologne » : les ancêtres des Français ou leurs barons élisent des conseillers qui donnent des réponses à tous les problèmes juridiques quotidiens. C'est aussi l'opinion de Guillebert de Metz, de Jouvenel des Ursins, de Noël de Fribois qui fait la louange des Français qui, « par mûre délibération conclurent qu'ils voulaient des lois… et composèrent un très bel livre nommé la loi salique par quatre des plus notables hommes, élus pour déterminer les débats entre les Français ». Après le milieu du XVe siècle, on insiste sur le fait que la loi salique émane du pouvoir central, que c'est une norme venue d'en haut et non donnée à soi-même par le peuple. On la trouve qualifiée d’édit, de constitution, d’ordonnance, tous termes qui renvoient à un pouvoir législatif qui se concentre désormais de plus en plus dans le roi. Elle n'a plus qu'un responsable qui l’institue, la promulgue, la constitue ou l'ordonne, après avoir pris conseil mais on le mentionne de moins en moins ». La loi salique est donc bien désormais une loi, la première des Français, distincte des lois de l’Empire et des autres royaumes et non plus une simple coutume.

### La «loi salique» en France après leXIVesiècle
La formule usuelle à partir du XIVe siècle de « loi salique » signifie en réalité « primogéniture agnatique ».
Ce principe, appliqué lors de l'extinction des Capétiens directs en 1316-1328, l'est de nouveau à trois reprises (1498, 1515 et 1589) au XVIe siècle. La succession de 1589 a lieu dans des circonstances très particulières, les guerres de Religion, et son application effective au profit d'Henri de Navarre, cousin le plus proche du roi défunt, mais protestant, va demander plusieurs années de guerres.

#### L'affermissement du principe agnatique dans les élites françaises (XVesiècle)
Après quelques tâtonnements dans la première moitié du XVe siècle, la loi salique réinterprétée par les juristes de Charles VII devient la principale loi de succession au trône, une des règles fondamentales du royaume. Elle entraîne l'exclusion de la succession des princes étrangers mariés à une princesse royale française (par exemple : Philippe II d'Espagne, marié à Élisabeth de France). Elle garantit donc que seul un prince français peut accéder au trône de France et renforce le caractère national de la monarchie.
La première moitié du XVe siècle précise la connaissance de la loi salique : les juristes ﬁxent le texte, lui trouvent des précédents. L'arsenal des arguments se complète et la loi salique se transforme peu à peu en une vérité officielle, désormais systématiquement mentionnée. À la ﬁn du XVe siècle, la loi jouit d'un prestige incontesté et il est possible qu'elle ait dissuadé Charles VII d'écarter un aîné, le futur Louis XI, pour lequel il avait peu de sympathie[pas clair].
À partir de 1475, directement ou indirectement, les officiers royaux et les bourgeois[pas clair] connaissent l'existence de cette loi et en gros son contenu.

#### Les successions de Charles VIII à Henri III (1498-1574)
Charles VIII, fils de Louis XI, épouse Anne de Bretagne, mais les enfants issus de ce mariage meurent tous en bas âge (quatre fils et une fille).
À sa mort (1498), son cousin Louis XII (branche de Valois-Orléans) lui succède. Mais lui-même n'a que des filles de son mariage avec Anne de Bretagne.
En 1515, en vertu de la loi salique, c'est encore un cousin qui lui succède : François Ier (Branche de Valois-Orléans-Angoulême), qui en revanche aura des fils de son mariage avec la fille d'Anne de Bretagne, la reine Claude, notamment Henri, qui devient Henri II en 1547.
Henri II a quatre fils légitimes de son mariage avec Catherine de Médicis : François, Charles, Henri et Hercule (ensuite appelé François). Après sa mort (1559), le trône est successivement occupé par François II, Charles IX et Henri III, qui tous vont mourir sans fils légitime. Quant à François-Hercule, duc d'Alençon, puis duc d'Anjou, il ne se marie pas durant le cours de son assez courte vie (1555-1584).

#### La succession d'Henri III à Henri IV (1589)
Après sa mort, l'héritier présomptif d'Henri III est le premier prince du sang, le Bourbon Henri de Navarre, qui est aussi le chef du parti protestant. Au cas probable où le roi n'aurait pas de fils, c'est un calviniste qui deviendrait roi de France en vertu de la loi salique.
En effet, Henri de Navarre est à cette date le plus proche cousin d'Henri III en ligne masculine, bien qu'au 22e degré : ils ont pour ancêtre commun Louis IX, mort en 1270. Henri est par ailleurs l'époux, depuis le 18 août 1572, de la fille d'Henri II, Marguerite de Valois, la « reine (de Navarre) Margot ». Il est aussi cousin issu de germain d'Henri III, en tant que petit-fils de Marguerite d'Angoulême, sœur de François Ier. Mais ces deux liens par les femmes n'ont aucune importance dans la question successorale.
Or les dix-huit années de 1562 à 1580 ont vu se succéder sept guerres de Religion, qui ont culminé le 24 août 1572 avec le massacre de la Saint-Barthélemy. La conjoncture de 1584 provoque la reformation de la Ligue catholique, dirigée par le duc Henri de Guise, et déclenche la huitième guerre de religion. La Ligue récuse catégoriquement la loi salique, en affirmant que l'appartenance à la religion catholique est pour le roi de France une obligation supérieure au lien agnatique. Elle promeut donc comme héritier présomptif le second prince du sang : le cardinal de Bourbon, frère cadet d'Antoine de Bourbon (mort en 1562), père d'Henri de Navarre. Henri III, considérant peu à peu que la Ligue est l'ennemi principal de la royauté, notamment parce qu'elle accepte de devenir une faction au service de Philippe II d'Espagne, se rapproche du parti protestant ; il fait assassiner le duc de Guise (1588), mais est assassiné en retour par un ligueur en 1589. Sur son lit de mort, il fait jurer à ses proches (les « mignons ») de se rallier à Henri de Navarre, seul roi légitime selon lui, malgré sa religion.
Henri de Navarre est désormais considéré comme le roi Henri IV par une partie importante de la noblesse (les protestants et les catholiques modérés, ainsi que les « politiques »), mais la Ligue et les grandes villes du royaume, notamment Paris, refusent de le reconnaître. Après la mort du cardinal de Bourbon (1590), certains sont disposés à placer sur le trône Philippe II (cette perspective n'est pas admise par tous les ligueurs). Henri IV va devoir mener une longue guerre, marquée par les victoires d'Arques et d'Ivry, assiéger et affamer Paris pendant des mois, et finalement aussi se convertir au catholicisme, afin de pouvoir être sacré (à Chartres) en 1594 ; à partir de là, la Ligue régresse fortement, mais ce n'est qu'en 1598 que la guerre prend fin avec l'édit de Nantes (avril 1598), puis la paix de Vervins (2 mai 1598) avec l'Espagne.
Cet événement montre que, dans cette période de crise grave, l'application de la loi fondamentale n'a pas été automatique.
On peut remarquer que, sans faire explicitement référence à l'antique loi des Francs, les constitutions du Premier et du Second Empire ont repris à leur compte le principe de l'exclusion des femmes de la succession au trône.

### La loi salique hors de France jusqu'à nos jours
En Espagne, la loi salique est adoptée à la suite de l'accession au trône en 1700 de Philippe V, petit-fils de Louis XIV, qui instaure un État unitaire. Elle remplace les lois successorales du royaume d'Aragon et du royaume de Castille, qui permettaient aux femmes d'accéder au trône, par exemple : Isabelle la Catholique (reine de Castille de 1474 à 1504). En 1830, le roi Ferdinand VII l'abroge par une pragmatique sanction, qui fait de sa fille Isabelle son héritière aux dépens de son frère Charles (« don Carlos »). Cette décision aboutit à une grave crise de succession, la première guerre carliste (1833-1846).
En Russie, le choix du successeur, homme ou femme, a longtemps été laissé à la décision du tsar régnant, engendrant de nombreux coups d'État, notamment en 1762 celui de Catherine II, princesse allemande épouse de Pierre III, qu'elle renverse et fait assassiner ; par rancune envers sa mère, son fils Paul Ier, rédige en secret un « acte de famille » (4 janvier 1788), qu'il promulgue le jour de son couronnement le 5 avril 1797. Les femmes ne peuvent accéder au trône impérial que s'il n'y a aucun héritier mâle.
Dans la Confédération germanique (1815-1866), la loi salique est la règle pour la succession des États membres. Cela entraîne en 1837 la séparation du Royaume-Uni de Grande-Bretagne et d'Irlande et du royaume de Hanovre, associés en union personnelle depuis 1714. La princesse Victoria, petite-fille de George III, devenant reine d'Angleterre doit abandonner la couronne de Hanovre à son oncle Ernest-Auguste, duc de Cumberland.
Au Danemark, le roi Frédéric VII meurt en 1863 sans héritier mâle. Or le roi de Danemark est aussi à la tête des duchés allemands de Schleswig et de Holstein (qui fait partie de la Confédération germanique). Les nationalistes allemands récusent alors au nom de la loi salique le successeur prévu, Christian IX, et le retour des duchés à la lignée masculine, représentée par Frédéric-Auguste d'Augustenbourg (1829-1880). La cause de ce dernier est soutenue par l'empire d'Autriche et le royaume de Prusse, ce qui entraîne la guerre des Duchés contre le Danemark, qui est vaincu.
On pense souvent que la loi salique a été utilisée pour séparer des Pays-Bas le grand-duché de Luxembourg. En réalité, après la mort du roi Guillaume III en 1890 sans descendance mâle, Wilhelmine d'Orange-Nassau devient reine des Pays-Bas, tandis qu'Adolphe de Nassau-Weilburg monte sur le trône du Luxembourg : mais c'est en application d'un contrat conclu en 1783 entre les deux branches survivantes de la maison de Nassau, la maison d'Orange-Nassau (lignée « ottonienne ») et la maison de Nassau-Weilburg (lignée « walramienne »). Cette séparation n'est donc pas fondée sur une loi luxembourgeoise ou néerlandaise, mais sur une convention dynastique conclue à une époque où, d'ailleurs, le Luxembourg était une des provinces des Pays-Bas autrichiens.
La loi salique est en vigueur dans le royaume de Belgique à partir de sa création en 1830, par séparation d'avec le royaume uni des Pays-Bas issu du congrès de Vienne de 1815. La règle de la primogéniture agnatique dans la descendance de Léopold Ier est abrogée en 1991 et remplacée par la primogéniture indifférenciée dans la descendance d'Albert II, à cette date encore prince de Liège.
Elle a été abrogée au Danemark[pas clair] en 1953 et en Suède en 1980.

### La loi salique dans la littérature politique à partir duXVesiècle

#### Réflexions étymologiques
Le mot « salique », en latin salicus (salica au féminin), qui signifie « relatif aux Francs saliens » (en latin Franci Salii), vient du nom de ce peuple, dont l'étymologie n'est pas connue avec certitude (peut-être dérivé d'un nom antique de l'IJssel). Elle est connue d'Aimery de Peyrac (moine bénédiction mort en 1406) qui écrit dans le Stromatheus Tragicus Karoli Magni : « Elle n'est pas dite salique à cause de son auteur Salegast, mais elle l'est parce que ceux qui en usaient étaient des Francs saliens lesquels habitaient autour de Cologne. ».
D'autres étymologies ont été avancées au cours du Moyen Âge, en relation avec la question de la « loi salique ». Elles ont été étudiées par l'historienne Colette Beaune ; il s'agit parfois non pas d'étymologie, mais d'interprétation :
Étymologies inexactes
- Selon le Grand Traité[réf. nécessaire] de Guillaume Benoît, Jean Ferrault et Guillaume Crétin (autour de 1500), salicus viendrait de Saleheim, un village d'outre-Rhin, lieu où la loi aurait été créée par des Francs avant qu'ils migrent en Gaule[67].
- Selon l'auteur anonyme du Grand Traité de la loi salique[réf. nécessaire] et de Nicole Gilles, « salique » viendrait de « sel », car comme le sel, la loi conserve le royaume et le préserve à travers le temps[67] en empêchant que le royaume ne tombe entre des mains étrangères.

Interprétations
- Selon Raoul de Presles, « salique » signifierait « noble » : « elle a été appelée salique pour ce que les gens du pays étaient noble peuple », ce qui s’accorde avec la signification admise de « franc » comme signifiant « libre » ou « noble ».
- « Salique » signifierait « raisonnable » et serait une allusion au fait que la loi a été rédigée par des sages[68].
- Selon Jean Divry, « salique » signifierait « royal » : il parle de « la loi de France ou loi royale » ; pour cet auteur, « terre salique » renvoie à la terre royale, c'est-à-dire au royaume, « loi salique » veut donc dire « loi royale », loi qui ne concerne que l’administration de la royauté et la succession à la royauté[69].

#### Célébrations de la loi salique
À partir du XVe siècle, les auteurs français célébrèrent de plus en plus la loi salique.
- En 1406, Pierre d’Ailly, parlant du caractère semi-ecclésiastique du roi lié à l'onction, cite aussi parmi les signes divins, la succession héréditaire sans dépendre de quiconque[70].
- La loi salique est comptée dans la liste des privilegia regni dès le règne de Charles VII. Ainsi, aux environs de 1430, l’anonyme De quadam puella cite parmi les privilèges du royaume de France : les lys, la sainte ampoule, les écrouelles et l’absence de succession féminine.
- Après 1461, Le jardin des nobles donne la même liste avec la succession héréditaire par les mâles depuis Faramond dont il cite tous les avantages[71].
- Sous Charles VIII, on proclame qu'elle « conduit, maintient et garde en honneur et autorité le royaume[72], puisqu'elle « évite conflits et partitions »[69] ».
- À la fin du XVe siècle, Jean Ferrault fait figurer dans son premier privilège la loi salique, synonyme de l'indépendance vis-à-vis de tout autre pouvoir[73], idée que l'on trouvera également chez Jean Feu[74] : pour ces auteurs, la loi salique signifie « l'indépendance et la spécificité du royaume[71]. »
- Vers 1500, la loi salique quasiment inconnue vers 1450 mais qui avait fait l'objet depuis d'un intense travail juridique et d'une vulgarisation croissante était devenue la base et la règle de l'organisation politique du royaume : on vit dans cette loi successorale du royaume, destinée à assurer à celui-ci stabilité et permanence, l'un de ses privilèges, « le premier monument de son génie et de son indépendance juridique[71] ».
- Sous Louis XII, Vincent Cygault célèbre cette loi « juste, sainte, inviolable, bonne pour le roi et le royaume » et qui exalte le « gallicanum nomen[75] » ; Jean Divry affirme que grâce à elle, les « Français fleurissent en vertueuses mœurs, s’adonnent paisiblement aux lettres et aux arts à l’intérieur d’un cadre politique stable[76] ».
- En 1517, dans le De Lege salica et regini successione, édité en 1517 et entièrement consacré à la loi salique, le juriste Jean-Pyrrhus Angleberme, après un prologue consacré à l'auteur, à la date de la loi et aux étymologies possibles de la loi salique, aligne une série d’arguments contra- puis d’autres pro-, pour conclure en faveur de ces derniers. Il termine son livre en célébrant les mérites exhaustifs de la loi : des vingt arguments alignés pour défendre la loi, on peut conclure selon lui que celle-ci est juste et conforme aux Écritures, au droit canon, au droit féodal et à loi naturelle. Par elle, Faramond a donné à la France de « très saints auspices ». Ce droit spécial reflète l’identité française et l’honneur du royaume. Car chaque peuple a ses rites, ses lois et ses droits, et en défendant la loi salique, Angleberme a la conviction de « combattre pour sa patrie, tel un soldat romain[77],[78] ».
- En 1575, Guglielmus Benedicti affirme que la loi salique tira les Français de leur barbarie et de leur anarchie[79].
- En 1615, Laurent Bouchel exalte la loi salique qui permit la défense du royaume de France contre les Anglais : « On a bien dit que la loi salique était le palladium de la France, car tout ainsi que les Troyens ont eu cette opinion que leur royaume demeurerait ferme et stable tant qu'ils conserveraient leur image de Pallas[Lequel ?], laquelle perdue leur royaume fut ruiné, ainsi l'observation de la loi salique a été cause de la conservation de cet état et s'il advient qu'elle soit abolie ou ostée, ce sera le comble de la ruine »[80].

Le Parlement de Paris contribuera à la célébration de la loi salique car on voyait son origine dans les sages qui entouraient Pharamond et de fait l'orgueil cette institution où l'esprit de corps s’affirme, s'enracine bien plus dans cette loi que dans les références au Sénat romain.
Pour Colette Beaune, « tout cet ensemble de conceptions liées à la loi salique reflète l'importance nouvelle dans la société politique du temps des juristes et des officiers royaux, plus sensibles que d'autres à l'originalité juridique et politique de la nation ».

#### Contestations du régime successoral de la «loi salique»
La loi salique a fait l'objet de contestation. L'éviction des femmes du trône, et non du pouvoir (qu'elles exercèrent notamment lors des régences) par cette loi, s'appuie sur un certain nombre de faux et d'omissions de l'histoire, étudiés par l'historienne Éliane Viennot. Celle-ci montre aussi que cette éviction a suscité dès le XIIIe siècle des résistances et des conflits.
Ces contestations prirent une dimension politique lors de deux périodes historiques :
- Lors de la guerre de Cent Ans par les Anglais au nom d'Édouard III, descendant des Capétiens par sa mère Isabelle de France, fille de Philippe IV le Bel, et par les partisans des descendants de la Jeanne II (1312-1349), fille de Louis X et reine de Navarre de 1328 à 1349 ; cette revendication faillit aboutir lorsque le traité de Troyes, en 1420, exclut du trône le dauphin Charles, futur Charles VII ;
- À la suite de la mort d'Henri III, dernier roi de la maison de Valois, tué par un partisan de la Ligue catholique. Les ligueurs, ayant formé un gouvernement provisoire à Paris, étaient hostiles à l'arrivée sur le trône d'un prince protestant en la personne d'Henri de Navarre (Henri IV) : ils proposèrent la couronne au cardinal de Bourbon, alors en captivité, puis, après sa mort en 1590, envisagèrent la candidature de la fille de Philippe II d'Espagne, l'infante Isabelle, petite-fille d'Henri II. Henri IV était pourtant l'héritier de la fille de Louis X et de la branche d'Évreux et donc, même en faisant abstraction ou non de la loi salique, l'héritier du trône de France, mais les ligueurs invoquaient une autre « loi fondamentale » selon laquelle le roi de France ne pouvait être que catholique.